# Peter Vadasz
Peter Vadasz (* 29. Jänner 1944 in Bad Hall) ist ein österreichischer Politiker (ÖVP) und Hauptschullehrer. Er war von 1996 bis 2005 Abgeordneter zum Burgenländischen Landtag und war von 1992 bis 2012 Bürgermeister von Güssing. 

## Leben
Vadasz besuchte nach der Volksschule in Gerersdorf die Hauptschule in Güssing und absolvierte danach eine Ausbildung an der Katholischen Lehrerbildungsanstalt in Eisenstadt, die er 1963 mit der Matura abschloss. Danach besuchte er zwischen 1963 und 1965 das State College in Jacksonville (Alabama) und wurde 1966 Lehrer an der Volksschule Heiligenbrunn. Danach war er von 1973 bis 1995 Lehrer an der Hauptschule Güssing.

## Politik
Vadasz engagierte sich ab 1982 als Gemeinderat in Güssing und wurde 1987 Stadtrat. Von 1992 bis 2012 war er der Bürgermeister in Güssing. Er war zudem ab 1983 Bezirksobmann des ÖAAB Güssing und vertrat die ÖVP zwischen dem 27. Juni 1996 und dem 24. Oktober 2005 im Landtag.

## Auszeichnungen
- 2007 wurde Vadasz vom Fernsehsender Arte für sein Engagement um eine unabhängige und nachhaltige Energiegewinnung in Güssing zum „Europäer der Woche“ gewählt.[2]